# 21522 Entwisle
21522 Entwisle este un asteroid din centura principală de asteroizi.

## Descriere
21522 Entwisle este un asteroid din centura principală de asteroizi. A fost descoperit pe 19 iunie 1998 la Socorro, New Mexico, în cadrul proiectului LINEAR. Asteroidul prezintă o orbită caracterizată de o semiaxă mare de 2,58 ua, o excentricitate de 0,16 și o înclinație de 7,8° în raport cu ecliptica.